# Milada Schmidtová Čermáková
Milada Schmidtová Čermáková (20. leden 1922, Bystřice nad Pernštejnem – 14. srpen 2015, Jihlava) byla česká výtvarnice, básnířka a spisovatelka.

## Život
Její matkou byla naivní malířka Natálie Masliková Schmidtová (1895–1981). V letech 1938-1942 vystudovala Baťovu obchodní akademii ve Zlíně. Zde se seznámila se studenty Školy umění firmy Baťa. Navázala vztah s výraznou osobností školy, Václavem Chadem. Ten byl zastřelen Gestapem během zatýkání v noci ze 23. na 24. února 1945. Jeho smrt se malířce vryla nesmazatelně do paměti.
Po válce studovala na Vysoké škole výtvarných umění v Bratislavě. Ze studia byla ale v roce 1954 těsně před dokončením studia z kádrových důvodů vyloučena. Vrátila se na vysočinu a pracovala jako včelařka.
Vdala se za geologa Bohumila Čermáka. Koncem padesátých let se vrátila k tvorbě.

## Dílo
Během svého pobytu ve Zlíně vytvořila v roce 1944 svůj surrealistický Válečný cyklus.
Jejím hlavním tématem byly portréty a autoportréty, které jsou shromážděny v cyklech Hlavy a Postavy.

## Výstavy
- 1946 v divadle D 46, spolu s Václavem Chadem a dalšími[3]
- Milada Schmidtová Čermáková: Autoportréty a portréty, Galerie Václava Chada, Zlín.[4]
- Milada Schmidtová Čermáková (1922-2015): Chodkyně v mracích, Krajská galerie výtvarného umění ve Zlíně, 6. prosinec 2017 - 11. únor 2018, Kurátoři výstavy: Ladislav Daněk, Alena Pomajzlová.[5]
  - repríza: Oblastní galerie Vysočiny, Jihlava, 22. únor - 13. květen 2018[6]

## Publikace
- 2017 - DANĚK, Ladislav; Alena Pomajzlová. Milada Schmidtová Čermáková : autoportréty a portréty. Zlín: Zlínský zámek o.p.s. : Galerie Václava Chada ve Zlíně 8 s. ISBN 978-80-907038-1-0.
- 2017 -  Milada Schmidtová Čermáková : chodkyně v mracích. Jihlava: Oblastní galerie Vysočiny ve spolupráci s Krajskou galerií výtvarného umění ve Zlíně, 2017. 151 s. ISBN 978-80-86250-40-3.